# Aiguilles du Diable
Aiguilles du Diable (4114 m n. m.) je hora v Montblanském masivu v Grajských Alpách. Leží ve východní Francii v regionu Rhône-Alpes. Na vrchol lze vystoupit od Refuge des Cosmiques (3613 m) na francouzské straně a z Rifugio Torino (3322 a 3375 m, 2 budovy) na straně italské.

## Vrcholy
Hora má několik vrcholů:
- L'Isolée neboli Pointe Blanchet (4114 m)
- Pointe Carmen (4109 m)
- La Médiane (4097 m)
- Pointe Chaubert (4074 m)
- Corne du Diable (4064 m)

Jako první na vrchol vystoupili 8. července 1925 A. Charlet a A. Ravanel.